# George Dewey
George Dewey (Montpelier, 26 de dezembro de 1837 - Washington, D.C., 16 de janeiro de 1917) foi um almirante da Marinha de Guerra dos Estados Unidos. Ele é mais conhecido por sua vitória na Batalha de Cavite durante a Guerra Hispano-Americana. Ele também era a única pessoa na história dos Estados Unidos ter atingido o posto de almirante da Marinha , o posto mais alto na Marinha dos Estados Unidos.

## Vida
Dewey nasceu em Montpelier, Vermont. Aos quinze anos entrou na Escola Militar, onde se inspirou no General cartaginês Aníbal ao ler sua história. Em 1854, Dewey ingressou na Academia Naval, depois de quatro anos, se formou ingressando como cadete oficial no USS Saratoga, ganhando notoriedade pelo seu trabalho. Durante a Guerra Civil Americana, foi designado para bloquear a foz do Rio Mississipi em seguida teve que bombardear fortes costeiros. Quando a guerra terminou foi promovido a tenente-comandante. Em 1867, casou-se com Susan Boardman Goodwin, com quem teve um filho em 1872, cinco dias após o parto, Susan faleceu. Entre 1868 e 1870, foi instrutor na Academia Naval.

## Guerra Hispano-Americana
Em 1896, Dewey tornou-se Comodoro e em dezembro de 1897, Dewey partiu com sua frota para Hong Kong, o clima de Washington estava prejudicando sua saúde. Quando a Guerra Hispano-Americana começou, a frota de Dewey se preparou para combater os espanhóis nas Filipinas. Em 27 de abril de 1898, Dewey partiu de Hong Kong e em 1 de maio, chegou em Manila, iniciando a Batalha de Cavite contra a frota espanhola comandada pelo Almirante Patricio Montojo. Dewey consegue destruir a frota espanhola e apoiar a conquista das Filipinas, quando Montojo foi julgado pela Corte Marcial, Dewey foi um de seus defensores. Quando retornou para os Estados Unidos foi recebido como herói nacional. E em 1903, o Congresso promoveu-o à Almirante.

## Últimos anos
Dewey casou-se com a católica Mildred McLean Hazen em 1899. E em 16 de janeiro de 1917, Dewey faleceu.